# Achnanthaceae
Famille
Les Achnanthaceae sont une famille d'algues de l'embranchement des Bacillariophyta de la classe des Bacillariophyceae et de l’ordre des Achnanthales.

## Étymologie
Le nom vient du genre type Achnanthes, dérivé du grec αχνη / achni, « duvet ; paillettes », et ανθη / anthi, fleur, en référence à la morphologie de cette diatomée « composée de plusieurs petites bandes parallèles qui paraissent être autant d'articles composant la plante ».

## Description
Le genre type Achnanthes décrit par Bory St-Vincent est une « algue microscopique qui se présente sous la forme d'une petite lame rectangulaire pédicellée latéralement et obliquement de manière à former une sorte de petit étendard. La lame n'est point continue mais composée de plusieurs petites bandes parallèles qui paraissent être autant d'articles composant la plante ».

## Habitat
Les Achnanthes sont marines ou fixées aux plantes marécageuses dans les eaux douces.

## Liste des genres
Selon AlgaeBase (24 avril 2022) :
- Achnantella Gaillon, 1833
- Achnanthes (en) Bory, 1822   genre type
- Australoneis J.M.Guerrero & C.Riaux-Gobin, 2021
- Cymbosira Kützing, 1844

## Systématique
Le nom scientifique complet (avec auteur) de ce taxon est Achnanthaceae Kützing, 1844.